# Minirechner

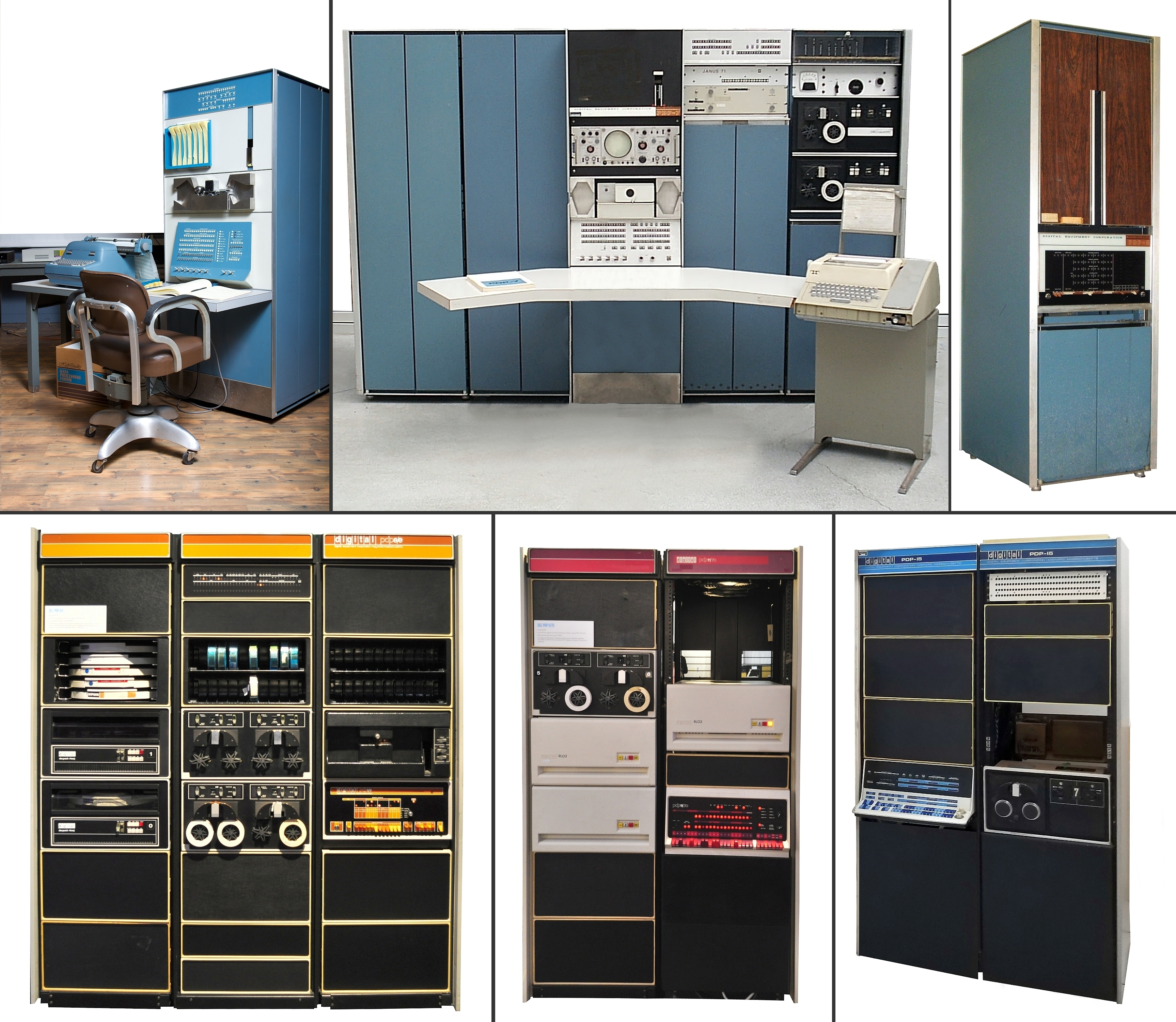
Sechs Minirechner der Digital Equipment Corporation (DEC) mit Erscheinungsjahr: erste Reihe: PDP-1 (1959), PDP-7 (1964), PDP-8 (1965);
zweite Reihe:
PDP-8/E (1970), PDP-11/70 (1975), PDP-15 (1970)

Minirechner (teilweise aus englisch minicomputer lehnübersetzt) oder (weiter übersetzt) Kleinrechner sind Bezeichnungen für eine Klasse von historischen Computern (Allzweckrechnern) – zur Abgrenzung zu den noch kleineren Mikrorechnern auf der einen, und den Großrechnern auf der anderen Seite.
Der Begriff entstand Ende der 1960er-Jahre, als die ersten „kleinen“ Computer gebaut wurden. „Klein“ bedeutete in diesem Zusammenhang, dass der Rechner nicht mehr ganze Zimmer oder Säle füllte wie die damals erhältlichen Computer (siehe auch „Großrechner“), sondern nur noch aus einem oder mehreren Schränken bestand oder besteht. Manche Minirechner waren so klein, dass sie auch auf einen stabilen Schreibtisch gestellt werden konnten. Die für kaufmännische Anwendungen ausgelegten Modelle dieser Rechnerklasse bildeten (oder bilden, in den Mainframes) die mittlere Datentechnik.

## Allgemeines

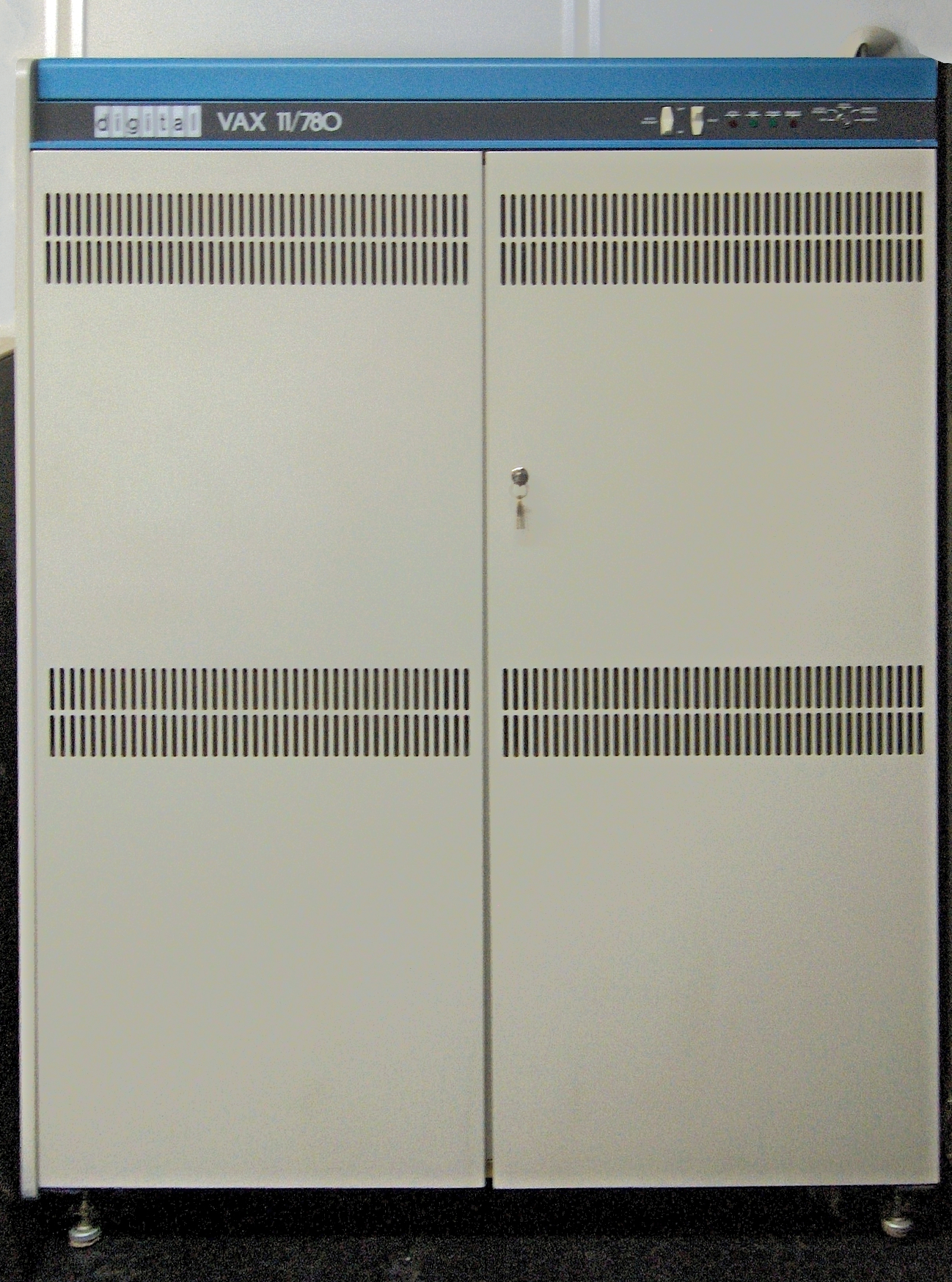
Minirechner VAX 11/780 von DEC

Vom technischen Aspekt her sind Minicomputer der zweiten und dritten Rechnergeneration zuzuordnen.
Um eine kleinere und preislich günstigere Variante zu den Großrechnern (oder späteren Supercomputern) zu schaffen, entwickelte die amerikanische Firma Digital Equipment Corporation (DEC) in den 1960er Jahren den PDP-1. Dieser erste Minirechner hatte in etwa die Größe eines Schrankes. Am 22. März 1965 wurde in New York der sehr viel kleinere PDP-8 vorgestellt. Er kostete zirka 16.000 Dollar und lief mit einer Taktfrequenz von 1 Megahertz. Die erste PDP-8-Reihe war vollständig mit diskreter Halbleitertechnik aufgebaut (zweite Generation). Ab 1970 gesellte sich die PDP-11-Familie hinzu. Die erste PDP-11 baute bereits auf Integrierten Schaltkreisen auf. Beide Rechnerfamilien wurden mehrmals erweitert und auch in neueren Technologien implementiert. Es existieren PDP-8- und PDP-11-Mikroprozessoren. Deswegen kann gesagt werden, dass die letzten Modelle der PDPs keine wirklichen Minicomputer mehr waren. Benutzt wurde die PDP-Reihe vor allem in Hochschulen, sowie größeren Unternehmen und Behörden, die nun endlich die Möglichkeit sahen, Rechnertechnik in Forschung, Lehre und sonstige Tätigkeiten zu integrieren.
Darüber hinaus wurde zwischen 1968 und 1978 von dem Aachener Elektronikunternehmen Krantz Computer, zuletzt im Verbund mit Varian Data Machines, einer Sparte der Varian Associates, Minicomputer der Reihe Mulby und Indata hergestellt. Sie fanden ihren Einsatz im grafischen Gewerbe, in der Verkehrstechnik, Betriebsdatenerfassung, Gebäudetechnik und Prozesssteuerung. Zusammen mit dem Schweizer Telekommunikations-Gerätehersteller Autophon entstanden Informations-Display-Systeme für die Mulby-Computer, welche auf Flughäfen, darunter ab 1977 auf den Flughafen Frankfurt Main, sowie auf Bahnhöfen und Aktienmärkten Anwendung fand.
In den 1980er Jahren wurden die Minicomputer von den auf 32-bit-Mikroprozessor-Technologie aufbauenden Maschinen der vierten Generation verdrängt, was zu erheblichen Einbußen bei den jeweiligen Herstellern führte. Man nahm nicht an, dass private Anwender Personal Computer in großem Umfang nutzen würden. Doch es kam anders, und besonders DEC und IBM verschliefen diese Entwicklung, worauf Gewinneinbrüche von bis zu mehreren Milliarden Dollar keine Seltenheit waren.
Bis zum Anfang der 1990er Jahre musste der Markt umstrukturiert werden. Viele Firmen wie Philips, Nixdorf, Data General und Wang orientierten sich neu oder verschwanden komplett.

## Auswahl an Minirechnern
- DEC PDP
- Prime Computer
- Data General Nova
- IBM AS/400 und iSeries
- Nixdorf 820
- HP 3000 Series
- Norsk Data NORD-1, NORD-10 und NORD-100
- Honeywell Serie 16